# Teoria de Anne Elk sobre os Brontossauros
Teoria de Anne Elk sobre os Brontossauros é um sketch do episódio 31 do Monty Python's Flying Circus, The All-England Summarize Proust Competition.
Este sketch é protagonizado por Graham Chapman como entrevistador de televisão e John Cleese disfarçado de paleontóloga, Anne Elk, aparecendo num programa chamado Thrust. A base do sketch é que a entrevistada, Anne Elk, dificilmente descreve a base da sua suposta teoria paleontológica sobre dinossauros, especificamente os Brontossauros. Depois de vários começos falsos durante os quais intervala com tentativas repetidas e barulhentas de limpar a garganta, Miss Elk passa a maior parte da entrevista com rodeios para levar à "teoria de A. Elk parêntesis Miss parêntesis". No fim, revela-se que a nova teoria de Miss Elk sobre os brontossauros era superficial: "Todos os brontossauros são finos numa das pontas, muito mais grossos no meio e depois finos novamente até ao fim". A sua verdadeira preocupação era que recebesse total crédito por esta nova teoria: "É a minha teoria, é minha e pertence-me, e eu tenho-a e o que é, também".
Este sketch também é mostrado no álbum Monty Python's Previous Record, com o título Miss Anne Elk.
O discurso com rodeios de Anne Elk foi baseado no companheiro de Graham Chapman, David Sherlock, que evidentemente falava de uma tal maneira, que divertia os outros Pythons.
O sketch inspirou o conceito de Teorias de Elk para descrever observações científicas que não são teorias mas anotações mínimas.
A personagem A. Elk e a sua "Teoria do Brontossauros" é usada no Guia da Associação de Psicologia Americana para ilustrar como referenciar um artigo periódico num documento oficial.